# Zona Rural Noroeste de Vitoria
La Zona Rural Noroeste de Vitoria-Gasteiz es la denominación bajo la que se agrupan los concejos rurales pertenecientes al municipio de Vitoria que se encuentran al norte y noroeste de la ciudad.
La población de esta área engloba a 1.629 habitantes (2018) y se extiende aproximadamente por 102 km².
Los 23 concejos y 2 barrios que integran esta zona son los siguientes:
- Amárita - 46 habitantes.
- Antezana de Foronda - 86 habitantes.
- Aránguiz - 118 habitantes.
- Astegieta - 281 habitantes.
- Crispijana - 31 habitantes.
- Estarrona - 61 habitantes.
- Foronda - 46 habitantes.
- Gamarra Mayor - 250 habitantes.
- Gamarra Menor - 32 habitantes.
- Gobeo - 30 habitantes.
- Gereña - 46 habitantes.
- Hueto Abajo - 43 habitantes.
- Hueto Arriba - 62 habitantes.
- Legarda - 40 habitantes.
- Lopidana - 24 habitantes.
- Martioda - 32 habitantes.
- Mendiguren - 29 habitantes.
- Mendoza - 112 habitantes.
- Miñano Mayor - 81 habitantes.
- Miñano Menor - 25 habitantes.
- Retana - 48 habitantes.
- Ullivarri-Viña - 37 habitantes.
- Yurre - 48 habitantes

a los que se suman los 2 barrios que no forman concejos:
- Artatza de Foronda - 6 habitantes.
- Mandojana - 15 habitantes[2]

Algunos de estos pueblos pertenecen desde antiguo a la jurisdicción de Vitoria, ya que fueron cedidos por el rey Alfonso XI a Vitoria a mediados del siglo XIV. Es el caso de Amárita, Crispijana, Gamarra Mayor, Gamarra Menor, Gobeo, Miñano Mayor, Miñano Menor y Retana.
El resto de pueblos de la zona tuvieron un devenir independiente hasta que fueron absorbidos por el municipio de Vitoria en la segunda mitad del siglo XX. Antes de su absorción formaron los municipios de Mendoza (formado por Mendoza y Estarrona); Los Huetos (formado por Hueto Abajo, Hueto Arriba y Mártioda) y Foronda (formado por Astegieta, Foronda, Antezana de Foronda, Artatza de Foronda, Aránguiz, Mandojana, Mendiguren, Guereña, Lopidana, Lermanda, Ullivarri-Viña y Yurre).
En esta zona se encuentran el Aeropuerto de Foronda, el acuartelamiento del ejército de Araca y el Parque Tecnológico de Álava.